# Helena Vildová
Helena Vildová (19 marzo 1972) è un'ex tennista cecoslovacca, successivamente ceca.

## Carriera
In carriera ha vinto tre titoli di doppio, l'Ordina Open nel 1997, il WTA Austrian Open nello stesso anno e l'Orange Warsaw Open nel 1998. Nei tornei del Grande Slam ha ottenuto il suo miglior risultato raggiungendo il secondo turno nel doppio agli Australian Open nel 1996, 1997 e 1999, all'Open di Francia nel 1995 e 1998, e agli US Open nel 1995 e 1998. Ha inoltre raggiunto il secondo turno nel doppio misto all'Open di Francia nel 1997.
In Fed Cup ha disputato una sola partita, ottenendo nell'occasione una sconfitta.

## Statistiche

### Doppio

#### Vittorie (3)
| Numero | Anno           | Torneo                             | Superficie  | Compagna         | Avversarie in finale             | Punteggio |
| 1.     | 22 giugno 1997 | Ordina Open, Rosmalen              | Erba        | Eva Melicharová  | Karina Habšudová Florencia Labat | 6-3, 7-6  |
| 2.     | 3 agosto 1997  | WTA Austrian Open, Maria Lankowitz | Terra rossa | Eva Melicharová  | Radka Bobková Wiltrud Probst     | 6-2, 6-2  |
| 3.     | 2 agosto 1998  | Orange Warsaw Open, Sopot          | Terra rossa | Květa Hrdličková | Åsa Carlsson Seda Noorlander     | 6–2, 6–4  |

#### Finali perse (3)
| Numero | Anno             | Torneo                     | Superficie  | Compagna         | Avversarie in finale               | Punteggio     |
| 1.     | 16 febbraio 1997 | Generali Ladies Linz, Linz | Sintetico   | Eva Melicharová  | Alexandra Fusai Nathalie Tauziat   | 6-4, 3-6, 1-6 |
| 2.     | 20 luglio 1997   | I. ČLTK Prague Open, Praga | Terra rossa | Eva Martincová   | Ruxandra Dragomir Karina Habšudová | 1-6, 7-5, 2-6 |
| 3.     | 14 febbraio 1999 | Nokia Cup, Prostějov       | Sintetico   | Květa Hrdličková | Alexandra Fusai Nathalie Tauziat   | 6-3, 2-6, 1-6 |

### Risultati in progressione
| Sigla | Risultato               |
| ----- | ----------------------- |
| V     | Vincitore               |
| F     | Finalista               |
| SF    | Semifinalista           |
| O     | Oro olimpico            |
| A     | Argento olimpico        |
| SF    | Bronzo olimpico         |
| QF    | Quarti di Finale        |
| 4T    | Quarto turno            |
| 3T    | Terzo turno             |
| 2T    | Secondo turno           |
| 1T    | Primo turno             |
| RR    | Round Robin             |
| LQ    | Turno di qualificazione |
| A     | Assente                 |
| ND    | Non disputato           |

| Legenda superfici    |
| -------------------- |
| Cemento              |
| Terra battuta        |
| Erba                 |
| Superficie variabile |

#### Singolare nei tornei del Grande Slam
Nessuna partecipazione

#### Doppio nei tornei del Grande Slam
| Torneo          | 1995 | 1996 | 1997 | 1998 | 1999 |
| --------------- | ---- | ---- | ---- | ---- | ---- |
| Australian Open | A    | 2T   | 2T   | 1T   | 2T   |
| Open di Francia | 2T   | 1T   | 1T   | 2T   | 1T   |
| Wimbledon       | 1T   | 1T   | 1T   | 1T   | 1T   |
| US Open         | 2T   | A    | 1T   | 2T   | 1T   |

#### Doppio misto nei tornei del Grande Slam
| Torneo          | 1997 | 1998 | 1999 |
| --------------- | ---- | ---- | ---- |
| Australian Open | A    | 1T   | A    |
| Open di Francia | 2T   | 1T   | 1T   |
| Wimbledon       | 1T   | 1T   | A    |
| US Open         | A    | A    | A    |